# Interview with the Vampire
Interview with the Vampire (in het Nederlands vertaald als Dagboek van een onsterfelijke) is een roman van de Amerikaanse schrijfster Anne Rice. Het vertelt het levensverhaal van de vampier Louis de Point de Lac.
Interview with the Vampire is het eerste deel van de reeks The Vampire Chronicles. De andere vijf delen van de reeks heten:
- The Vampire Lestat
- Queen of the Damned
- The Tale of the Body Thief
- Memnoch the Devil
- The Vampire Armand

In 1994 werd de door Neil Jordan geregisseerde film Interview with the Vampire: The Vampire Chronicles uitgebracht met in de hoofdrollen Tom Cruise (Lestat de Lioncourt), Brad Pitt (Louis de Pointe du Lac), Antonio Banderas (Armand), Stephen Rea (Santiago), Christian Slater (Daniel Malloy) en Kirsten Dunst (Claudia).

## Verhaal
Een jongeman interviewt een 200 jaar oude vampier Louis, die vertelt over zijn leven voordat hij de vampier ontmoette die hem onsterfelijk maakte. Hij verhaalt ook van zijn leven als onsterfelijke in het New Orleans van de achttiende eeuw, dat hij deelt met de vampier Lestat en uiteindelijk ook met kindvampier Claudia.
Louis' vader was reeds jong gestorven en Louis zorgde voor zijn zuster, broer en moeder. Toen zijn broer stierf, vond Louis dat dit zijn schuld was en begon te drinken. Op een avond, toen hij dronken was, werd Louis overvallen door een vampier. De vampier liet Louis leeggezogen en voor dood achter. Louis was echter niet dood en hij werd snel gevonden. Die avond ging de vampier op zoek naar zijn slachtoffer en bood hem onsterfelijkheid aan. Louis werd een vampier.